# Индийска улулица
Индийската улулица (Strix ocellata) е вид птица от семейство Совови (Strigidae).

## Разпространение и местообитание
Разпространен е в Индия.